# Teun Koopmeiners
Teun Koopmeiners (prononcé en néerlandais : [ˈtøːŋ ˈkoːpmɛi̯nərs]), né le 28 février 1998 à Castricum aux Pays-Bas, est un footballeur international néerlandais qui évolue au poste de milieu défensif à la Juventus FC.

## Biographie

### AZ Alkmaar
Né à Castricum aux Pays-Bas, Teun Koopmeiners est formé à l'AZ Alkmaar, club avec lequel il découvre le monde professionnel. Dans un premier temps il joue avec l'équipe réserve, à partir de 2016. Il débute avec les pros le 1er octobre 2017, lors d'une lourde défaite de 4 buts à 0 à domicile face au Feyenoord Rotterdam, en entrant en jeu à la place d'Alireza Jahanbakhsh. Pour sa première titularisation, et son deuxième match de championnat seulement, Koopmeiners inscrit son premier but avec l'équipe première, le 22 octobre de la même année, pour une victoire par 3-0 face au FC Utrecht. À partir de ce jour-là, Teun gagne une place de titulaire et termine la saison 2017-2018 avec 26 matchs, un but et quatre passes décisives, contribuant à la troisième place obtenue par son équipe à la fin de la saison.
Il commence la saison 2018-2019 dans la peau d'un titulaire. Il marque même face au Kairat Almaty, en match de qualification de Ligue Europa le 2 août 2018, permettant à l'AZ de s'imposer (2-1). Lors de la première journée de championnat face au NAC Breda le 12 août 2018 il est une nouvelle fois buteur en mettant le quatrième but de son équipe, qui s'impose largement par 5-0. Le 2 février 2019 Koopmeiners inscrit le premier doublé de sa carrière. C'est en championnat face au FC Emmen et l'AZ s'impose sur le score de 5-0. Un mois plus tard, le 3 mars, toujours en championnat, il réalise une performance similaire en mettant à nouveau deux buts contre le Fortuna Sittard, lors de la victoire de son équipe par quatre buts à deux. Il est un élément important de l'équipe cette saison-là, inscrivant 9 buts en 37 matchs toutes compétitions confondues.
Son entraîneur Arne Slot lui confie le brassard de capitaine de l'AZ Alkmaar avant la saison 2019/20, à la suite du départ de l'ancien capitaine Guus Til.

### Atalanta Bergame
Le 30 août 2021, Teun Koopmeiners rejoint l'Atalanta Bergame, où il s'engage pour un contrat courant jusqu'en juin 2026. 
Koopmeiners joue son premier match sous ses nouvelles couleurs le 11 septembre 2021, lors d'une rencontre de championnat face à l'ACF Fiorentina. Il entre en jeu à la place de Matteo Pessina lors de cette rencontre perdue par son équipe (1-2).
Le 1er septembre 2022, Teun Koopmeiners se fait remarquer en réalisant un triplé, son premier pour l'Atalanta, lors d'une rencontre de Serie A face au Torino FC. Titularisé ce jour-là, il permet à son équipe de s'imposer (3-0 score final).
Il remporte la Ligue Europa 2023-2024.

### Juventus FC
Le 28 août 2024, Teun Koopmeiners rejoint la Juventus FC. Il signe un contrat de cinq ans, soit jusqu'en juin 2029. 

### En sélection
Avec les moins de 19 ans, il participe au championnat d'Europe des moins de 19 ans en 2015. Lors de cette compétition, il est titulaire et joue quatre matchs. Les Néerlandais n'enregistrent qu'une seule victoire, face à l'Allemagne. Les Pays-Bas s'inclinent en demi-finale face au Portugal.
Le 22 mars 2018, Koopmeiners fait sa première apparition avec l'équipe des Pays-Bas espoirs, face à la Belgique. Ce jour-là il est titularisé et les Néerlandais s'inclinent sur le score de quatre buts à un. Le 11 septembre de la même année, il marque son premier but avec la sélection, permettant aux Pays-Bas d'égaliser face à l'Écosse ; toutefois les Jong Oranje perdent le match (1-2).
Le 2 octobre 2020 Teun Koopmeiners est appelé pour la première fois par Frank de Boer, le sélectionneur de l'équipe nationale des Pays-Bas. Il honore sa première sélection le 7 octobre 2020, lors d'un match amical face au Mexique. Il est titulaire lors de cette rencontre qui se termine sur une défaite des Néerlandais, battus par un but à zéro sur une réalisation de Raúl Jiménez. 
L'année suivante, il est convoqué pour participer à l'Euro 2020. 
Koopmeiners inscrit son premier but en sélection le 8 juin 2022, lors d'un match comptant pour la Ligue des nations, face au Pays de Galles. Titularisé ce jour-là, il ouvre le score et participe à la victoire de son équipe par deux buts à un.
Le 11 novembre 2022, il est sélectionné par Louis van Gaal pour participer à la Coupe du monde 2022.
Initialement retenu par Ronald Koeman pour disputer l'Euro 2024, Koopmeiners est contraint de déclarer forfait à la suite d'une blessure à l'aine.

### Style de jeu
Milieu défensif pouvant évoluer en défense centrale, Teun Koopmeiners est considéré comme étant un joueur habile balle au pied avec une très bonne qualité de passe. Gaucher, il possède une frappe puissante et peut également distribuer le jeu par de longs ballons.

## Vie privée
Teun Koopmeiners est le frère aîné de Peer Koopmeiners, lui aussi footballeur professionnel ayant été formé à l'AZ Alkmaar.

## Statistiques
| Saison                | Club                  | Championnat           | Championnat | Championnat | Championnat | Coupe(s) nationale(s) | Coupe(s) nationale(s) | Coupe(s) nationale(s) | Supercoupe | Supercoupe | Supercoupe | Compétition(s) continentale(s) | Compétition(s) continentale(s) | Compétition(s) continentale(s) | Compétition(s) continentale(s) | Coupe du monde des clubs | Coupe du monde des clubs | Coupe du monde des clubs | Pays-Bas | Pays-Bas | Pays-Bas | Total | Total | Total |
| Saison                | Club                  | Division              | M.          | B.          | P.d.        | M.                    | B.                    | P.d.                  | M.         | B.         | P.d.       | Comp.                          | M.                             | B.                             | P.d.                           | M.                       | B.                       | P.d.                     | M.       | B.       | P.d.     | M.    | B.    | P.d.  |
| 2017-2018             | AZ Alkmaar            | Eredivisie            | 26          | 1           | 4           | 5                     | 0                     | 1                     | -          | -          | -          | -                              | -                              | -                              | -                              | -                        | -                        | -                        | -        | -        | -        | 31    | 1     | 5     |
| 2018-2019             | AZ Alkmaar            | Eredivisie            | 31          | 8           | 1           | 4                     | 0                     | 0                     | -          | -          | -          | C3                             | 1                              | 1                              | 0                              | -                        | -                        | -                        | -        | -        | -        | 36    | 9     | 1     |
| 2019-2020             | AZ Alkmaar            | Eredivisie            | 25          | 11          | 2           | 3                     | 1                     | 0                     | -          | -          | -          | C3                             | 14                             | 4                              | 1                              | -                        | -                        | -                        | -        | -        | -        | 42    | 16    | 3     |
| 2020-2021             | AZ Alkmaar            | Eredivisie            | 31          | 15          | 5           | 1                     | 0                     | 0                     | -          | -          | -          | C1+C3                          | 2+6                            | 1+1                            | 0+2                            | -                        | -                        | -                        | 1        | 0        | 0        | 41    | 17    | 7     |
| 2021-2022             | AZ Alkmaar            | Eredivisie            | 2           | 0           | 0           | -                     | -                     | -                     | -          | -          | -          | C3                             | 2                              | 0                              | 0                              | -                        | -                        | -                        | -        | -        | -        | 4     | 0     | 0     |
| Sous-total            | Sous-total            | Sous-total            | 115         | 35          | 12          | 13                    | 1                     | 0                     | -          | -          | -          | -                              | 25                             | 7                              | 3                              | -                        | -                        | -                        | 1        | 0        | 0        | 154   | 43    | 15    |
| 2021-2022             | Atalanta Bergame      | Serie A               | 30          | 4           | 1           | 2                     | 0                     | 0                     | -          | -          | -          | C1+C3                          | 5+6                            | 0                              | 1+2                            | -                        | -                        | -                        | 8        | 1        | 1        | 51    | 5     | 5     |
| 2022-2023             | Atalanta Bergame      | Serie A               | 33          | 10          | 5           | 2                     | 0                     | 0                     | -          | -          | -          | -                              | -                              | -                              | -                              | -                        | -                        | -                        | 8        | 0        | 1        | 43    | 10    | 6     |
| 2023-2024             | Atalanta Bergame      | Serie A               | 33          | 12          | 5           | 5                     | 3                     | 0                     | -          | -          | -          | C3                             | 12                             | 0                              | 2                              | -                        | -                        | -                        | 4        | 1        | 0        | 54    | 16    | 7     |
| Sous-total            | Sous-total            | Sous-total            | 96          | 26          | 11          | 9                     | 3                     | 0                     | 0          | 0          | 0          | -                              | 23                             | 0                              | 5                              | -                        | -                        | -                        | 20       | 2        | 2        | 148   | 31    | 18    |
| 2024-2025             | Juventus              | Serie A               | 28          | 3           | 3           | 2                     | 1                     | 0                     | 1          | 0          | 0          | C1                             | 9                              | 0                              | 0                              | 4                        | 1                        | 0                        | 4        | 1        | 0        | 48    | 6     | 3     |
| Total sur la carrière | Total sur la carrière | Total sur la carrière | 240         | 64          | 26          | 24                    | 5                     | 1                     | 1          | 0          | 0          | -                              | 57                             | 7                              | 8                              | 4                        | 1                        | 0                        | 25       | 3        | 2        | 351   | 80    | 37    |

## Palmarès
- AZ Alkmaar
  - Coupe des Pays-Bas
    - Finaliste :  2018
- Atalanta Bergame
  - Ligue Europa
    - Vainqueur : 2024

  - Coupe d'Italie
    - Finaliste : 2024